# Cantón de Pierrefitte-sur-Aire
El cantón de Pierrefitte-sur-Aire era una división administrativa francesa, que estaba situada en el departamento de Mosa y la región de Lorena.

## Composición
El cantón estaba formado por veintiséis comunas:
- Bannoncourt
- Baudrémont
- Belrain
- Bouquemont
- Courcelles-en-Barrois
- Courouvre
- Dompcevrin
- Fresnes-au-Mont
- Gimécourt
- Kœur-la-Grande
- Kœur-la-Petite
- Lahaymeix
- Lavallée
- Levoncourt
- Lignières-sur-Aire
- Longchamps-sur-Aire
- Ménil-aux-Bois
- Neuville-en-Verdunois
- Nicey-sur-Aire
- Pierrefitte-sur-Aire
- Rupt-devant-Saint-Mihiel
- Sampigny
- Thillombois
- Ville-devant-Belrain
- Villotte-sur-Aire
- Woimbey

## Supresión del cantón de Pierrefitte-sur-Aire
En aplicación del Decreto nº 2014-166 de 17 de febrero de 2014, el cantón de Pierrefitte-sur-Aire fue suprimido el 22 de marzo de 2015 y sus 26 comunas pasaron a formar parte del nuevo cantón de Dieue-sur-Meuse.